# Cortana
Cortana a fost un asistent digital⁠(d) personal creat de compania Microsoft inclus în sistemele de operare:
Windows 8;
Windows 8 Mobile;
Windows 8.1;
Windows 8.1 Mobile;
Windows 10;
Windows 11;
Plus alte dispozitive de la Microsoft.

## Limbi
Nu sunt toate limbiile disponibile in Cortana, nici româna nu este disponibilă in Cortana.
In cortana limbile principale ar fi:
Engleza
Italiana
Franceza
Germana
Spaniola
Rusa
Chineza(traditională/simplificata)
Japoneza

## Comenzi
Unele comenzi ar fi:
Cortana,open Settings
open Windows Power Shell
open Explorer
open Control Panel
Cortana:set a alarm at 7:00 a.m
set a momento calendar for 14 July with title Mom s birday
creeate a new file with title Old Photos